# Труд (стадион, Тольятти)
«Труд» — старейший стадион в Центральном районе города Тольятти.

## История
Стадион «Труд» был построен в 1955 году заводом «Волгоцеммаш». Создавался как многопрофильный спортивный комплекс, в эксплуатацию был принят в 1964 году. В 1972 году комитет по физкультуре и спорту СССР стадион «Труд» внёс в каталог крупнейших спортивных сооружений страны.
Стадион находится в ведении СДЮСШОР «Лада».
На территории спортивного комплекса должны разместиться 4 площадки для мини-футбола с искусственным покрытием, тренировочное футбольное поле с искусственным покрытием, многофункциональная спортивная площадка с перекрытием и ограждением, спортплощадка для занятий роликами, скейтами.
На территории стадиона возведён «Физкультурно-спортивный комплекс «Труд», так называемый, ФОК-«тройка», объединяющий под одной крышей бассейн, ледовую площадку и универсальный зал — стоимостью 450 млн. рублей.
В 2007 году реконструировано футбольное поле и возведена трибуна на 500 зрителей. В непосредственной близости с футбольным полем и ФОКом находится заброшеное здание (с трибунами) под спортивные залы.

## Соревнования
Чемпионат СССР по футболу
- в сезонах 1965, 1966, 1967, 1968 в классе «Б» выступала команда «Труд»
- в сезоне 1969 в классе «Б» выступала команда «Химик»
- в сезонах 1970, 1971, 1972, 1973 в классе «А» и второй лиге выступала команда «Торпедо»

Кубок СССР по футболу
- в сезоне 1967/68 выступала команда «Труд»

Кубок России по футболу
- в сезоне 1999/2000 выступала команда «Лада»